# Documenta 7

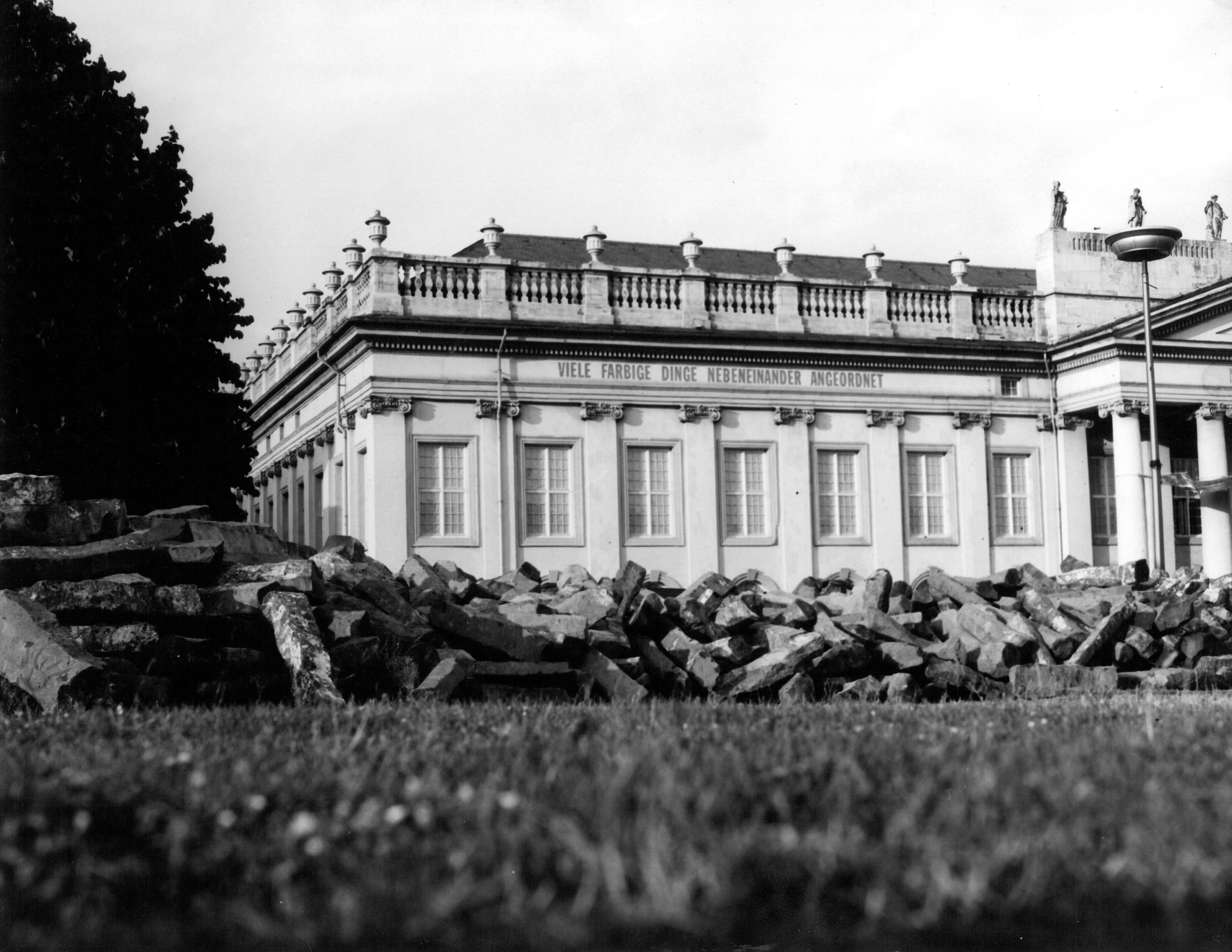
Joseph Beuys' azione: "7000 Eichen" davanti al Fridericianum – Sul fregio l'iscrizione di Lawrence Weiner: VIELE FARBIGE DINGE NEBENEINANDER ANGEORDNET - BILDEN EINE REIHE VIELER FARBIGER DINGE

L'esposizione internazionale documenta 7 ebbe luogo dal  19 giugno fino al 28 settembre del 1982 a Kassel sotto la direzione artistica di Rudi Fuchs.

## Artisti partecipanti
| A                    |                            |                         |                      |                       |
| Marina Abramović     | Carl Andre                 | Siah Armajani           | Richard Artschwager  |                       |
| Vito Acconci         | Giovanni Anselmo           | Armando                 | Michael Asher        |                       |
| Anatol               | Siegfried Anzinger         | Art & Language          |                      |                       |
| B                    |                            |                         |                      |                       |
| Elvira Bach          | Robert Barry               | Joseph Beuys            | Troy Brauntuch       | Alberto Burri         |
| Marco Bagnoli        | Georg Baselitz             | James Biedermann        | Marcel Broodthaers   | Scott Burton          |
| Gerrit van Bakel     | Jean-Michel Basquiat       | Dara Birnbaum           | Stanley Brouwn       | Michael Buthe         |
| John Baldessari      | Lothar Baumgarten          | Alighiero Boetti        | Günter Brus          | James Lee Byars       |
| Miquel Barceló       | Bernd e Hilla Becher       | Jonathan Borofsky       | Daniel Buren         |                       |
| C                    |                            |                         |                      |                       |
| Miriam Cahn          | John Chamberlain           | Sandro Chia             | Francesco Clemente   | Tony Cragg            |
| Loren D. Calaway     | Alan Charlton              | Abraham David Christian | William N. Copley    | Enzo Cucchi           |
| D                    |                            |                         |                      |                       |
| Walter Dahn          | Nicola De Maria            | Jiří Georg Dokoupil     | Marlene Dumas        |                       |
| René Daniëls         | Jan Dibbets                | Gino De Dominicis       | Edward Dwurnik       |                       |
| Hanne Darboven       | Martin Disler              | Felix Droese            |                      |                       |
| E                    |                            |                         |                      |                       |
| Ger van Elk          |                            |                         |                      |                       |
| F                    |                            |                         |                      |                       |
| Luciano Fabro        | Stanislaw Filko            | Barry Flanagan          | Hamish Fulton        |                       |
| G                    |                            |                         |                      |                       |
| General Idea         | Ludger Gerdes              | Jack Goldstein          | Dan Graham           |                       |
| Isa Genzken          | Gilbert & George           | Ludwig Gosewitz         | Erwin Gross          |                       |
| H                    |                            |                         |                      |                       |
| Hans Haacke          | Frank van Hermert          | Albert Hien             | Hans van Hoek        | Rebecca Horn          |
| Keith Haring         | J. C. J. van der Heyden    | Antonius Höckelmann     | Jenny Holzer         |                       |
| I                    |                            |                         |                      |                       |
| Jörg Immendorff      |                            |                         |                      |                       |
| J                    |                            |                         |                      |                       |
| Joan Jonas           | Donald Judd                |                         |                      |                       |
| K                    |                            |                         |                      |                       |
| On Kawara            | Per Kirkeby                | John Knight             | Joseph Kosuth        | Barbara Kruger        |
| Anselm Kiefer        | Pierre Klossowski          | Imi Knoebel             | Jannis Kounellis     |                       |
| L                    |                            |                         |                      |                       |
| Wolfgang Laib        | Barry Le Va                | Sol Le Witt             | Richard Paul Lohse   | Markus Lüpertz        |
| Maria Lassnig        | Bernhard Leitner           | Christian Lindow        | Richard Long         |                       |
| Bertrand Lavier      | Sherrie Levine             | Guido Lippens           | Robert Longo         |                       |
| M                    |                            |                         |                      |                       |
| Luigi Mainolfi       | Carlo Maria Mariani        | Gerhard Merz            | Klaus Mettig         |                       |
| Robert Mangold       | Stephen McKenna            | Mario Merz              | Matt Mullican        |                       |
| Robert Mapplethorpe  | Bruce McLean               | Marisa Merz             |                      |                       |
| N                    |                            |                         |                      |                       |
| Bruce Nauman         | Hermann Nitsch             | John Nixon              | Maria Nordman        |                       |
| O                    |                            |                         |                      |                       |
| Oswald Oberhuber     | Claes Oldenburg            | Meret Oppenheim         | Eric Orr             |                       |
| P                    |                            |                         |                      |                       |
| Mimmo Paladino       | Giulio Paolini             | Giuseppe Penone         | Sigmar Polke         |                       |
| Brett de Palma       | A. R. Penck (Ralf Winkler) | Michelangelo Pistoletto | Norbert Prangenberg  |                       |
| Q                    |                            |                         |                      |                       |
| Lee Quiniones        |                            |                         |                      |                       |
| R                    |                            |                         |                      |                       |
| David Rabinowitch    | Roland Reiss               | Martha Rosler           | Reiner Ruthenbeck    |                       |
| Markus Raetz         | Gerhard Richter            | Ed Ruscha (Edward)      | Ulrich Rückriem      |                       |
| Arnulf Rainer        | Judy Rifka                 | Claude Rutault          | Robert Ryman         |                       |
| S                    |                            |                         |                      |                       |
| David Salle          | Julião Sarmento            | Jean Frédéric Schnyder  | Cindy Sherman        | Peter Struycken       |
| Salome               | Klaudia Schifferle         | Horst Schuler           | Katharina Sieverding | Hans-Jürgen Syberberg |
| Remo Salvadori       | Barbara Schmidt-Heins      | Richard Serra           | Ettore Spalletti     |                       |
| Sarkis               | Gabriele Schmidt-Heins     | Joel Shapiro            | Klaus Staeck         |                       |
| T                    |                            |                         |                      |                       |
| Volker Tannert       | Imants Tillers             | Richard Tuttle          |                      |                       |
| Signe Theill         | Niele Toroni               | Cy Twombly              |                      |                       |
| U                    |                            |                         |                      |                       |
| Ulay                 |                            |                         |                      |                       |
| V                    |                            |                         |                      |                       |
| Emilio Vedova        | Toon Verhoef               | Jean-Luc Vilmouth       | Antonio Violetta     |                       |
| W                    |                            |                         |                      |                       |
| Jeff Wall            | Andy Warhol                | Boyd Webb               | Ian Wilson           |                       |
| Franz Erhard Walther | Isolde Wawrin              | Lawrence Weiner         |                      |                       |
| Z                    |                            |                         |                      |                       |
| Rémy Zaugg           | Michele Zaza               |                         |                      |                       |

## A Kassel sono rimaste le seguenti opere

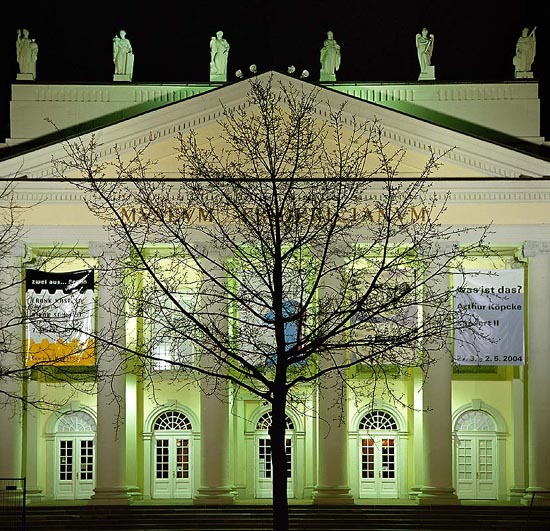
La prima quercia piantata di Beuys dinnanzi al Museum Fridericianum

- 7000 Eichen – Stadtverwaldung statt Stadtverwaltung  di Joseph Beuys, (1982–1987; zur documenta 8 vollendet) - Luogo: in tutta la città di Kassel
- Granitblock  (330 x 180 x 100 cm) , di Ulrich Rückriem - Luogo: accanto alla Neuen Galerie
- Spitzhacke  di Claes Oldenburg - Luogo: sulla riva del fiume Fulda
- Truisms  (Pittura murale) di Jenny Holzer (fino al 2002).